# AVPR1A
AVPR1A (англ. Arginine vasopressin receptor 1A) – білок, який кодується однойменним геном, розташованим у людей на короткому плечі 12-ї хромосоми. Довжина поліпептидного ланцюга білка становить 418 амінокислот, а молекулярна маса — 46 800.
| 10         |  | 20         |  | 30         |  | 40         |  | 50         |
| ---------- |  | ---------- |  | ---------- |  | ---------- |  | ---------- |
| MRLSAGPDAG |  | PSGNSSPWWP |  | LATGAGNTSR |  | EAEALGEGNG |  | PPRDVRNEEL |
| AKLEIAVLAV |  | TFAVAVLGNS |  | SVLLALHRTP |  | RKTSRMHLFI |  | RHLSLADLAV |
| AFFQVLPQMC |  | WDITYRFRGP |  | DWLCRVVKHL |  | QVFGMFASAY |  | MLVVMTADRY |
| IAVCHPLKTL |  | QQPARRSRLM |  | IAAAWVLSFV |  | LSTPQYFVFS |  | MIEVNNVTKA |
| RDCWATFIQP |  | WGSRAYVTWM |  | TGGIFVAPVV |  | ILGTCYGFIC |  | YNIWCNVRGK |
| TASRQSKGAE |  | QAGVAFQKGF |  | LLAPCVSSVK |  | SISRAKIRTV |  | KMTFVIVTAY |
| IVCWAPFFII |  | QMWSVWDPMS |  | VWTESENPTI |  | TITALLGSLN |  | SCCNPWIYMF |
| FSGHLLQDCV |  | QSFPCCQNMK |  | EKFNKEDTDS |  | MSRRQTFYSN |  | NRSPTNSTGM |
| WKDSPKSSKS |  | IKFIPVST   |  |            |  |            |  |            |

A: Аланін

C: Цистеїн

D: Аспарагінова кислота

E: Глутамінова кислота

F: Фенілаланін

G: Гліцин

H: Гістидин

I: Ізолейцин

K: Лізин

L: Лейцин

M: Метіонін

N: Аспарагін

P: Пролін

Q: Глутамін

R: Аргінін

S: Серин

T: Треонін

V: Валін

W: Триптофан

Кодований геном білок за функціями належить до рецепторів, g-білокспряжених рецепторів, білків внутрішньоклітинного сигналінгу, фосфопротеїнів. 
Локалізований у клітинній мембрані, мембрані.